# Троїцький Іонинський монастир
Троїцький Іонинський монастир — православний чоловічий монастир у Києві УПЦ московського патріархату. Розташований у історичній частині Києва Звіринець.

## Історія

### Утворення монастиря. Синодальний період (до 1917 року)
До створення монастиря, його місцевість часто була пов'язана з духовністю та Православ'ям. На цьому місці київський князь Всеволод Ярославович ще у 1071 році побудував церкву архангела Михаїла. Крім того, народ вважав дану місцевість незвичайною (очевидці бачили на ній стовпи вогню до неба та великий розлив води — що «не біжить і стоїть стіною в півтора аршини на одному місці»). Одного разу тут проїжджав святий Феофіл Київський і його бичок раптом зупинився, не бажаючи рушати з місця. На це Феофіл сказав: «Бути тут великій святій обителі». У свою чергу київський митрополит Євгеній (Болховитинов) назвав цю околицю Києва Руським Афоном. Дана територія вирізнялася живописною природою (сріблясті тополі, явори, розложисті дуби і запашні липи з дикими яблунями і грушами на полянах).

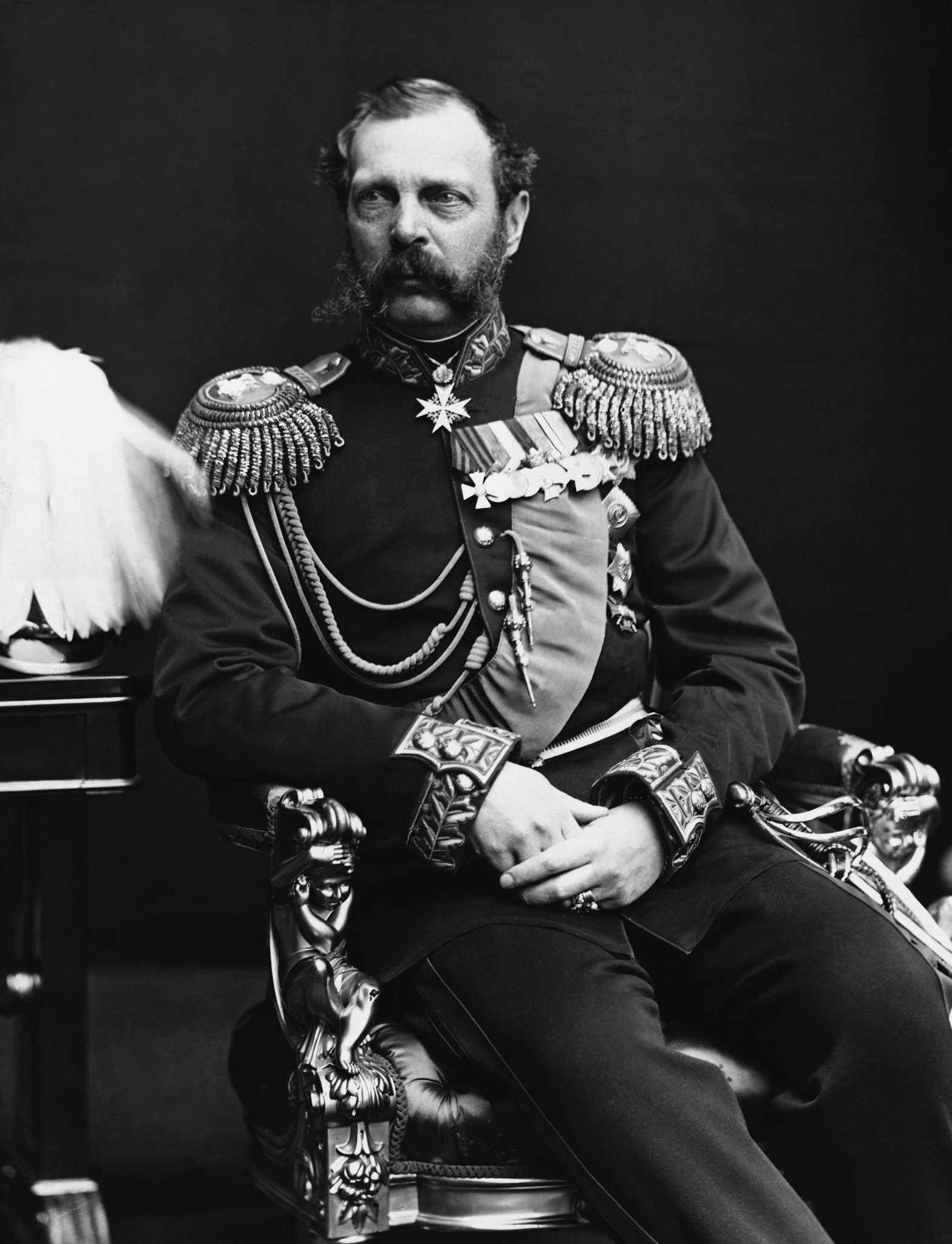
Імператор Олександр II

У 1860 році насельник Видубицького монастиря ієромонах Іона (Мірощниченко) поселився на Звіринецькій горі. Він виділявся своєю досвідченістю і благочестивим життям, тому швидко став відомий серед киян, багато з яких намагалися отримати у нього поради і настанови. Монах собі побудував на горі келію та невеличку церкву в ім'я Пресвятої Трійці і взяв під своє духовне окормлення ченців Іларіона та Гавриїла. Іларіон зробив курінь з хмизу, в якому жив з Гавриїлом.
Після влаштування монастиря в 1910 році на цьому місці була побудована церква, зруйнована в 1934 році, а в 1996 році новими насельниками був встановлений пам'ятний хрест.
Від цього часу старець Іона турбується про створення монастиря. Спочатку він влаштував скит при Видубицькому монастирі та збудував двоповерховий дерев'яний будинок, в якому була церква на честь Живоначальної Трійці (4 травня 1864 року освячена настоятелем Видубицького монастиря архімандритом Веніаміном). Княгиня Катерина Васильчикова, дружина генерал-губернатора Києва і духовна дочка старця Іони, подарувала монастирю свою дачу 10 тисяч рублів на його облаштування. Але, проти утворення монастиря різко стали його противники. Тому, заручившись підтримкою московського митрополита Філарета, Васильчикова їде в Петербург до царя за дозволом на створення монастиря. У столиці княгині протидіяли деякі придворні царя і частина духовенства. 4 квітня 1866 року Імператор Олександр II, втомившись від сперечань, відклав вирішення цього питання до кращих часів і вийшов погуляти в Літній сад.
Саме тоді на Олександра II стався замах терориста Дмитра Каракозова, який вистрілив у царя впритул, але куля пішла убік. Приголомшений імператор швидко повернувся в палац і при усіх сказав: «А що, панове, монастиря не потрібно? А я бачу — промисл Божий і молитви нового монастиря врятували мене від смерті, а Росію — від страшного потрясіння». Потім підписав прохання про установу нового монастиря (отець Іона призначався його настоятелем), про що 6 квітня 1866 року було отримано офіційну телеграму.

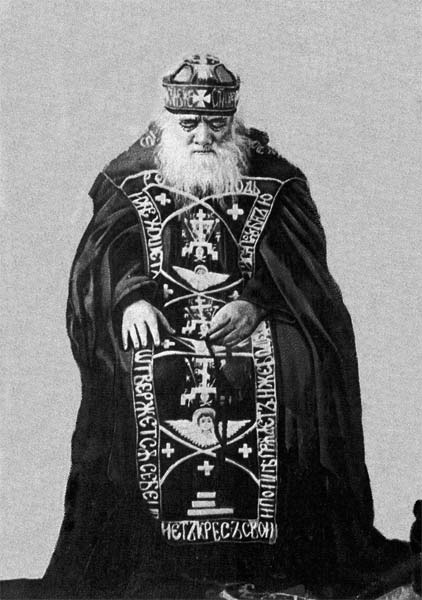
Преподобний Іона Київський

Із утворенням монастиря у першу чергу побудували притулок для 30 сиріт, школу, лікарню та чернечі келії. 3 квітня 1868 року представили на затвердження імператору та київському комендантові проект нового храму. Проект був затверджений і у 1871 році було завершено будівництво Свято-Троїцького кам'яного храму з двома прибудовами. 28 листопада митрополит київський Арсеній (Москвін) освятив престол південного приділу в ім'я ікони Божої Матері «Троеручиця». Отець Іона дуже шанував цей образ, який спочатку зберігався у нього в келії, а потім був поміщений в Троїцькому храмі монастиря за правим кліросом. Дана ікона стала чудотворною ще коли перебувала у святого Іони. 23 липня 1872 року у Свято-троїцькому храмі був освячений головний престол на честь Живоначальної Трійці. 1880 року в обителі з'явився великий 350-пудовий дзвін. У травні 1896 року доставили з Москви, зроблений на колокольному заводі Самгіна, дзвін вагою 1150 пудов (на той час найбільший у Києві) та декілька менших по 57 пудів, для чого збудували тимчасову дерев'яну дзвіницю. У 1897 році за проектом архітектора Володимира Ніколаєва був побудований північний приділ в ім'я Усіх святих (13 жовтня 1900 року освячений митрополитом київським Іоаннікієм (Руднєвим)).
Пізніше отець Іона доклав зусиль для побудови кам'яної дзвіниці, але весною 1897 року сильно захворів, але згодом одужав. Старець, зібравши 100 тис. рублів, довершує будівництво величезного кам'яного корпусу. Також, він збирає ще 200 тисяч рублів на кам'яну дзвіницю і отримує від імператора Миколи II затвердження її проекту. Дзвіниця згідно проекту Миколаєва по своїх масштабах повинна була перевершити Велику дзвіницю Києво-Печерської лаври. ЇЇ будівництво почалося 27 червня 1903 року, але, довівши перший ярус до половини, його зведення призупинили для усадки. Також, була побудована вежа з годинником, виготовленим 1858 року у столиці Франції Парижі. Зараз це найстаріші вежові часи Києва.
За настоятельства отця Іони також були побудовані просфорня, майстерні для виготовлення свічок, іконописна, палітурна, столярна, кравецька, швацько-шорна, ковальсько-бондарська та слюсарна майстерня. Тому, діти зі школи-притулку крім загальної освіти навчалися у даних майстернях і відповідним професіям. Багато киян працювало у монастирі, який поступово ставав дуже видним не тільки у Києві та мав на початку ХХ-го століття 8 тисяч десятин землі у Київській і Полтавській губерніях. В той же час старець Іона відрізнявся особливою ощадливістю і простотою в образі життя. У трапезній за столами часто сиділи бідняки та богомольці, для яких були побудовані два странноприімних корпуса.
Велику роль у розбудові та розвитку обителі зіграли пожертви. Устав монастиря не дозволяв купувати землю, тому монастирські маєтки складалися з подарованих у Києві та за його межами 15 різних земельних частин. Найбільше для розширення монастиря зробила княгиня Катерина Васильчикова. Крім подарованої нею землі на Звіринці у середині 1860-х років вона віддала монастирю у користування свій київський маєток на Сирці. За благословінням преподобного Іони там спорудили Знаменський храм і влаштували жіночий скит, в якому трудилися численні духовні чада старця. На згадку про щедру благодійницю цей скит прозвав Васильчиковою дачою. Окрім нього княгиня придбала для монастиря 6 тисяч десятини землі в селі Гусенці Полтавської губернії. Цей скит поставляв продукти як для монастиря, так і на продаж. Також, там був гарний монастирський млин.
У цей же час у монастирі розквітає духовне життя. Преподобний Іона взяв на себе подвиг старчества і вів мудре керівництво великою кількістю монахів та мирян, будучи великим молитвенником. Він став відомим у всій Російській православній церкві (щорічно в обитель, яку люди називали «монастир отця Іони», приходило 500 тисяч паломників). До келії старця приходили з бідою, а йшли із втіхою. Люди складали легенди про силу його молитов (хоча він і приховував свої добрі справи). Його головним завданням було спасіння душ іноків та богомольців, тому монастир дуже славився. У 1872 році отця Іону возвели у сан ігумена, а 17 січня 1886 року згідно з наказом Священного Синоду у сан архімандрита. Офіційним намісником монастиря старець був до 1889 року. Крім цього, у другій половині XIX-го століття він (разом з братією монастиря) керував відродженням Свято-Преображенського Межигірського монастиря, який з настоятельством старця став процвітати.
З тим, здоров'я столітнього старця Іони ставало все слабкіше. 15 грудня 1901 року його пособорували. З цього дня аж до смерті він приймав у себе в келії богомольців, а 6 січня 1902 року став прощатися з братією. 9 січня тихо, мирно, в оточенні своїх духовних чад і учнів він закінчив своє земне життя. Прощання братії і богомольців зі старцем відбулося 12 січня. Незважаючи на відлигу до обителі безперервною чередою потягнулися численні його шанувальники.

### Радянська доба (1917—1991 роки)
До 1917 року Свято-Троїцький монастир налічував більше 800 ченців і послушників. До Першої світової війни в обителі велося будівництво найвищої в Російській імперії дзвіниці (проектна висота 110 метрів). Проте, після лютневого перевороту 1917 року, а особливо після радянської окупації у монастиря виникли серйозні проблеми і він поступово став занепадати. 5 червня 1918 року монастир постраждав через вибух артилерійських складів, що знаходилися поряд з ним. Від вибухів і пожеж зазнали руйнування сотні будинків на Звіринці та велика частина будівель монастиря (загинуло 12 чоловік). Пізніше дуже важкі часи настали після встановлення радянської влади, яка вкрай негативно ставилася до релігій та Церкви. Комуністи знесли два яруси недобудованої дзвіниці, а розібрану цеглу використали для побудови Київської сільгоспакадемії. У 1928 році заарештували настоятеля монастиря архімандрита Ювеналія. Потім київська міськрада закрила Звіринецький скит, а його настоятеля — архімандрита Філарета заслали в концтабір.
У корпусах обителі розміщували в різний час дитячу колонію, фабричні гуртожитки, склади і майстерні. Але монахи під страхом смерті не погоджувалася покинути стіни рідного монастиря. Заради його збереження обитель переоформили в церковно-трудову артіль «Праця». Під її статутом підписалося 214 насельників, що не злякалися погроз влади. Главою артілі обрали архімандрита Іова, який був відомий своєю мудрістю і високим духовним життям. Ченці жили на квартирах, тулилися в підвалах і сараях, але щастям для себе вважали можливість після дармової роботи на городах зібратися в улюбленому храмі Святої Трійці. У 1934 році радянська влада закрила монастир і храм при ньому. Архімандрита Іов і декілька десятків ченців, що не бажали покидати обитель, було заарештовано і вислано у Казахстан, де про них більше нічого невідомо. З 1935 року монастир опинився на території новозаснованого Ботанічного саду АН УРСР.
У 1942 році монастир був відновлений при німецькій окупаційній владі та діяв до 1949 року (весь цей час його намісником був архімандрит Ігнатій). Але, після тимчасового відновлення, більшість ченців разом з настоятелем були переведені у Києво-печерську Лавру. З тим, деякі з них змогли бути разом з монастирем. Ієромонахові Димитріану вдалося влаштуватися двірником у ботанічний сад і оселитися в старій годинній вежі, в якій він таємно служив Літургії. Так, виконуючи дану при постриженні обітницю бути в рідній обителі навіть до смерті, він мирно почив у 1970 році. А ієромонах Поліхроній після закриття монастиря був зарахований до Почаївської лаври, де, прийнявши схиму з ім'ям Прохор, спочив у сані схіархімандрита в 1971 році, проживши благочестиве життя з дарами молитви і прозорливості.
У середині 1960-х років було вирішено Троїцьку церкву реконструювати під музей ботаніки, а під центральним її куполом планувалося спорудити великий пам'ятник біологу Івану Мічуріну. Але, реконструкцію не змогли здійснити. У жовтні 1966 року за розпорядженням влади атеїсти блюзнірно відкрили склеп, де були нетлінні мощі святого Іони. Але його погано охороняли і невідомі злочинці відсікли від тіла святого голову та руку. Через це монахи Києво-Печерської Лаври перезахоронили їх на Звіринецькому кладовищі у одній могилі з єпископом Віталієм, причому відрубану руку все ж таки знайшли, а голову ні. Перед відновленням своєї діяльності монастир був у розрусі, були пограбоване та знищене майже все майно.

### Відродження монастиря (з 1991 року)
У 1991 році у монастирі відновилися богослужіння, які спочатку звершувалися у будь-яку погоду на паперті Троїцької церкви, що була закрита для віруючих. У листопаді цього ж року храм передали УПЦ московського патріархату. Будівля була суцільною руїною без іконостасу, стельних перекриттів, з глибокими тріщинами у стінах. Багато зусиль для відновлення монастиря доклав його новий намісник архімандрит Агапіт (Бевцик) (1992—1998 роки) з малочисельною братією, яким також допомагали миряни.
4 жовтня 1993 року з благословіння митрополита Київського и всієї України Володимира (Сабодана) святі та нетлінні мощі преподобного Іони були перенесені зі Звіринецького кладовища у Свято-Троїцький храм на місце свого початкового перебування. Після цього, почали з'являтися випадки чудес від преподобного Іони.
22 листопада 1995 року рішенням Священного Синоду УПЦ московського патріархату його причислили до лику святих. 25 липня 1996 року, в день свята ікони Божої Матері «Троеручиця», митрополитом Володимиром був освячений хрест, встановлений на місці явлення преподобному Іоні Божої Матері.
З 1997 року братією Іонинського монастиря почалося відновлення печер і храму Звіринецького монастиря (2009 року він виділився у самостійний монастир). У 1999 році на посаді намісника монастиря архімандрита Агапіта змінив архімандрит Іона (Черепанов), який також дуже активно став відновлювати обитель. Після багаторічної і клопіткої праці на початок 2000-х років завершилася реставрація головного храму монастиря — Свято-Троїцької церкви, дзвіниці, вежі з годинником, відбудовані братські корпуси. У 2004 році у селі Нещерів(Обухівський район, Київська область) на базі місцевого Спасо-Преображенського храму був створений заміський Спасо-Преображенський скит підпорядкований Свято-Троїцькому Іонинському монастирю.

### Епідемія коронавірусу
6 квітня 2020 року інфікувався намісник Іонинського монастиря.

## Настоятелі монастиря
- архімандрит Іона (Мірошниченко) (1868—1902 роки)
- архімандрит Агапіт (Бевцик) (1992—1998 роки)
- архімандрит (з 2011 року єпископ) Іона (Черепанов) (з 1999 року)

## Монастирські свята
- головним престольним святом є Трійця (на 50-й день після Пасхи, перехідне свято)
- київської чудотворної ікони Божої Матері «Троеручиця» (12 (25) липня, а також 1 (14) та 9 (22) березня — у дні явлення Божої Матері преподобному Іоні Київському)
- преподобного Іони Київського (9 (22) січня)

## Святині монастиря
- мощі святого Іони Київського, що знаходяться у склепі під Троїцьким храмом
- київська чудотворна ікона Божої Матері «Троеручиця», яка спочатку була у Іонинському монастирі, але після його закриття радянською владою і донині знаходиться у Миколаївському соборі київського Покровського жіночого монастиря

## Періодичні видання
З 2004 року видається журнал «Отрок.ua». Періодичність 1 раз на місяць, формат А4, 64 сторінки.

## Світлини

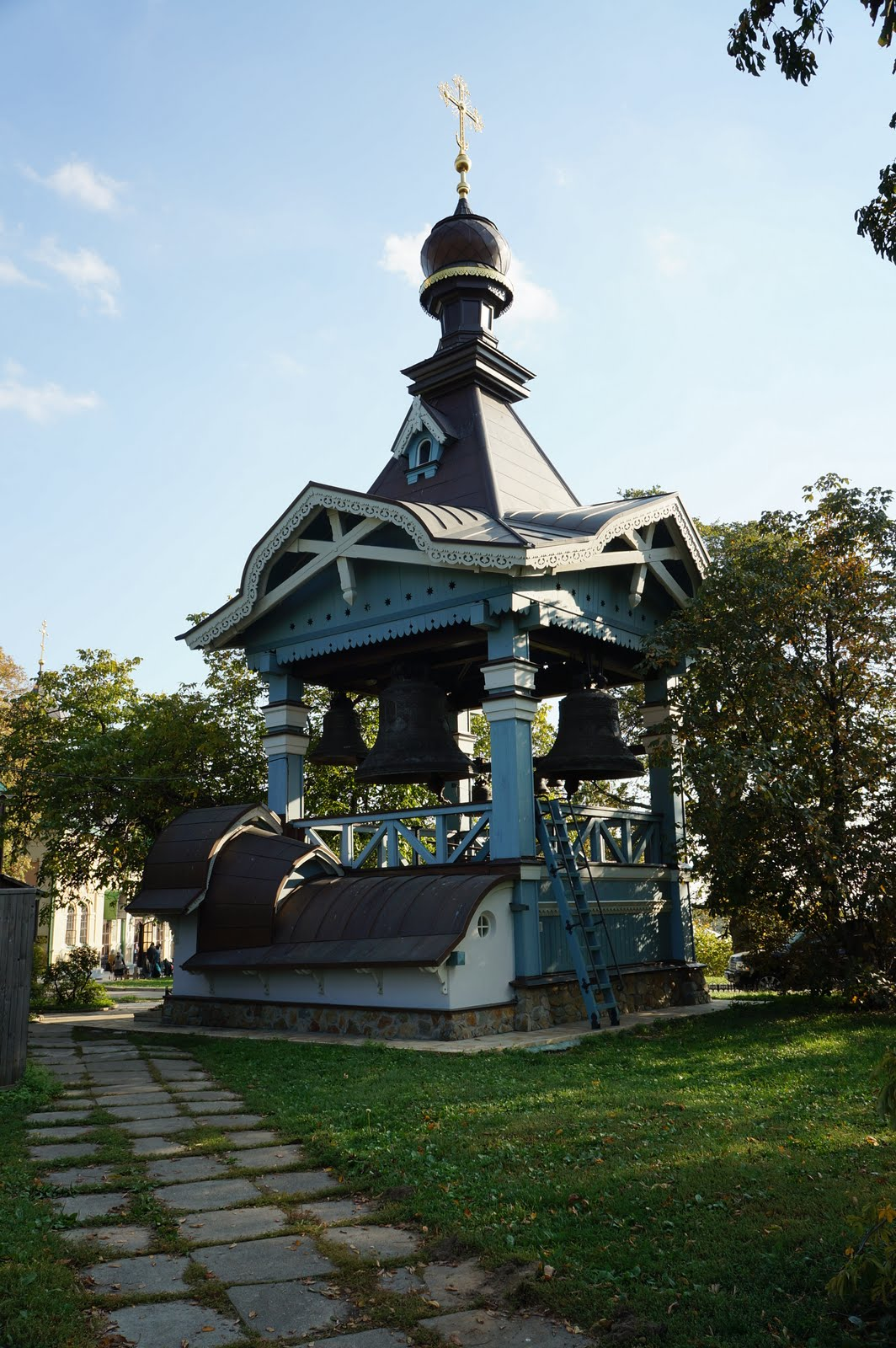
Дзвіниця
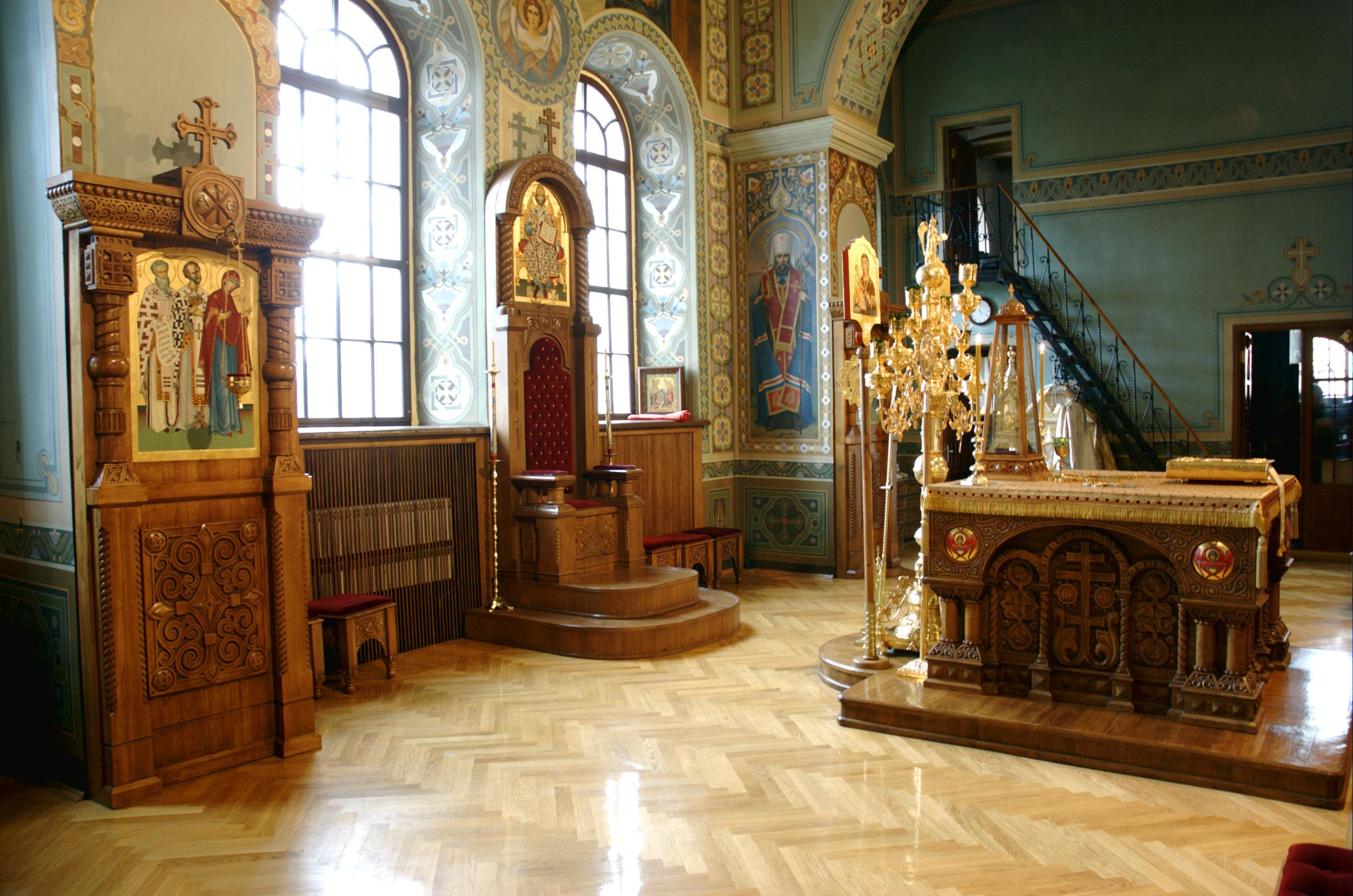
Центральний вівтар Свято-Троїцької церкви
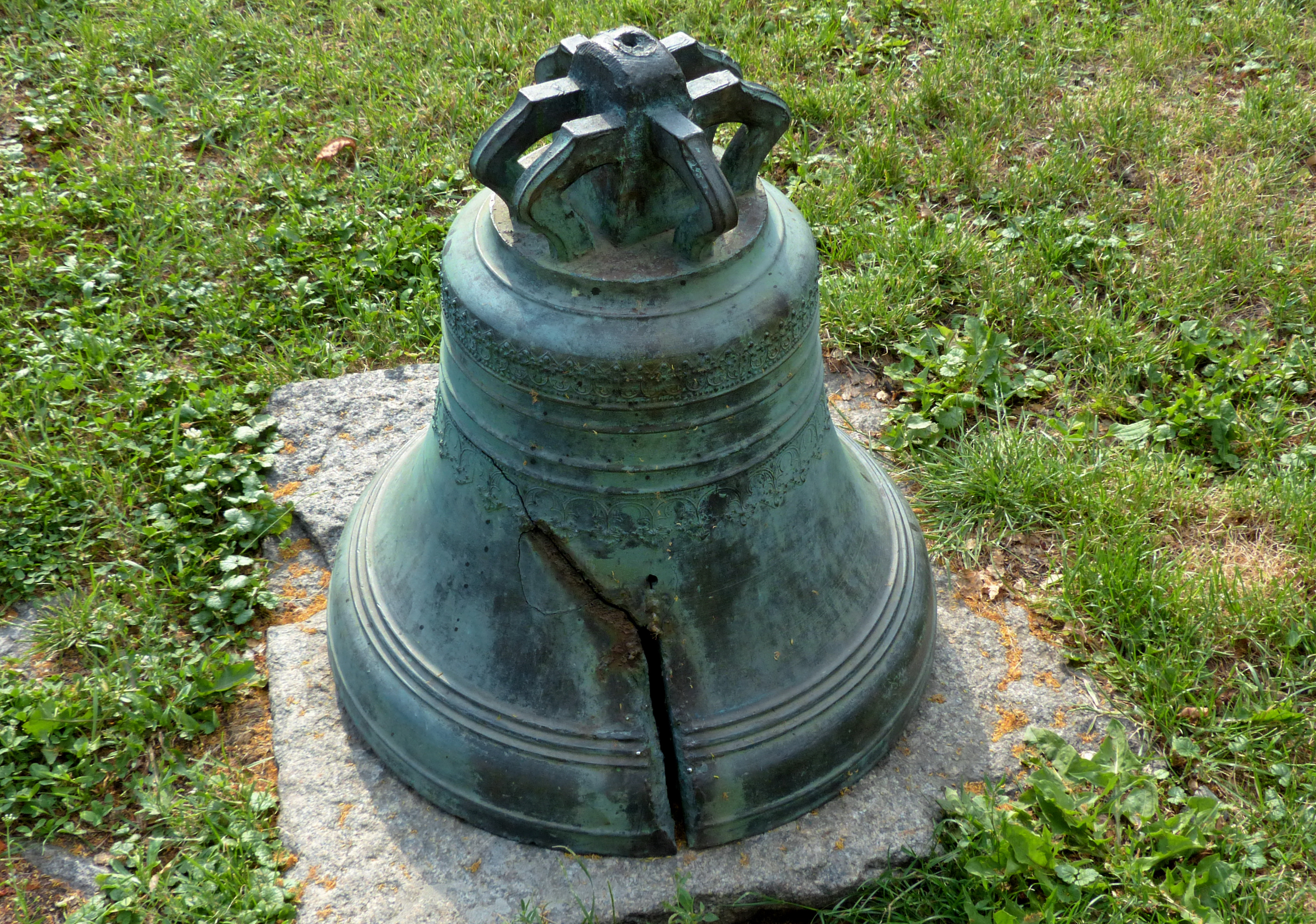
Дзвін
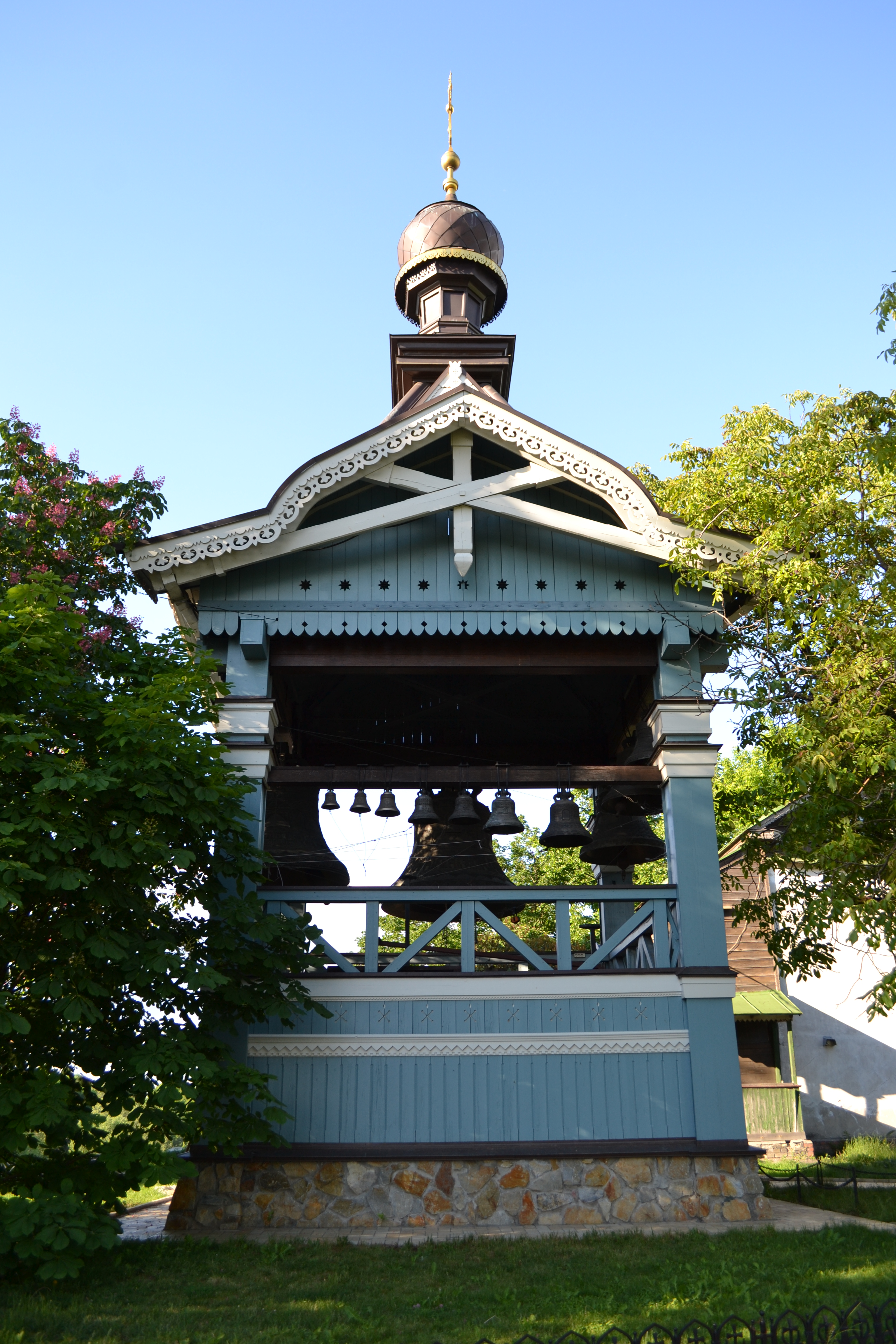
Дзвіниця
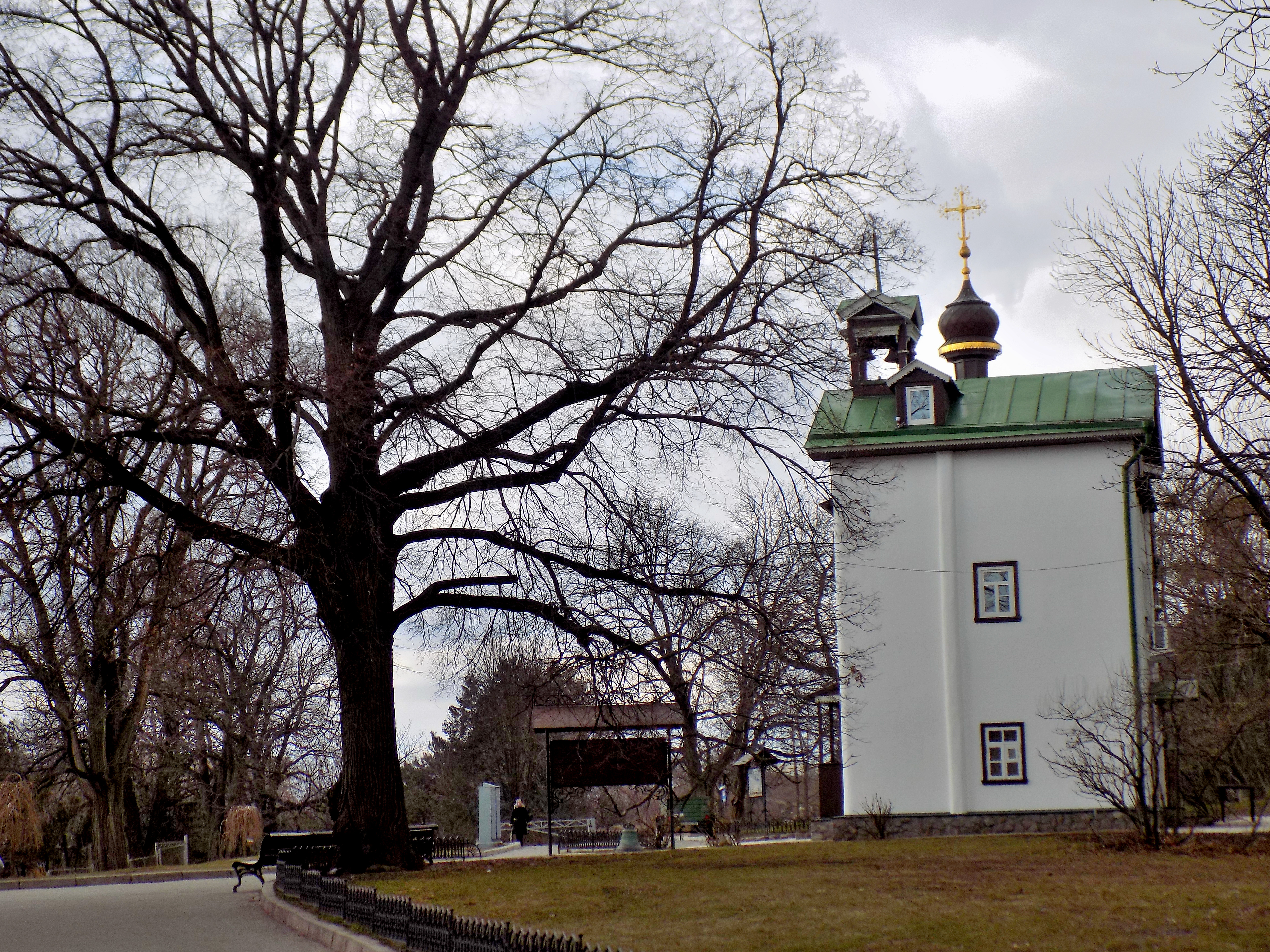
Загальний вигляд